# 1973年中華民國監察委員選舉
1973年中華民國監察委員選舉於1973年2月15日舉行，為中華民國第一屆監察院第一次增額監察委員選舉。是次選舉於自由地區舉行，共有15名名額（含5名總統遴選之海外僑選監委）。

## 選務
是次增額監察委員選舉作出調整，以增加增額選出的監察委員名額數目。原定《中華民國憲法》規定每省五人、每直轄市兩人的監察委員名額，在《增加中央民意代表增額選舉辦法》第十條改為：
- 自由地區的省，選出七人
- 自由地區的直轄市，選出三人
- 僑居海外國民，選出五人

至於僑居海外國民選區方面，不設選舉制度，由遴選工作委員會在各區設立遴報小組提名候選人，或由團體及個人推薦，或自願參與遴選。
- 遴報小組提名者，計有40人
- 國內外團體或個人推薦人選者，計有7人
- 自願參與遴選，向遴選會函報資料者，計有1人

## 舉行
是次選舉於1973年1月3日至1月10日間接受候選人登記，經過選舉委員會審定後，臺灣省20人獲確定參選資格、2人撤回登記；臺北市7人獲確定參選資格、2人撤回登記。
選舉於1973年2月15日早上9時至11時，在臺灣省議會及臺北市議會議場舉行，由時任議長擔任選舉的主席。選舉的選舉人為臺灣省議會及臺北市議會議員。
至於僑居海外國民選區方面，遴選工作委員會在收集所有提名後，按照各地遴報小組對候選人的審查意見，作進一步篩選。遴選工作委員會在經過1972年12月8日、11日及26日的三次全體委員會後，議決通過遴報人選名冊，送請選舉總事務所（中央選舉委員會前身）呈請總統遴定。

## 得票統計

### 臺北市
| 候選人   | 政黨           | 得票數   | 得票率 | 當選標記 |        |
| -------- | -------------- | -------- | ------ | -------- | ------ |
| 周財源   | 中國國民黨     | 19       | 43.18% |          |        |
| 沈宗琳   | 中國國民黨     | 13       | 29.55% |          |        |
| 楊毓滋   | 中國民主社會黨 | 10       | 22.73% |          |        |
| 張詩經   | 無黨籍         | 2        | 4.55%  |          |        |
| 吳榮森   | 無黨籍         | 0        | 0.00%  |          |        |
| 李華忠   | 無黨籍         | 0        | 0.00%  |          |        |
| 郭鑫生   | 無黨籍         | 0        | 0.00%  |          |        |
| 選舉人數 | 選舉人數       | 選舉人數 | 46     | 46       | 46     |
| 投票數   | 投票數         | 投票數   | 44     | 44       | 44     |
| 有效票   | 有效票         | 有效票   | 44     | 44       | 44     |
| 無效票   | 無效票         | 無效票   | 0      | 0        | 0      |
| 投票率   | 投票率         | 投票率   | 95.65% | 95.65%   | 95.65% |

### 臺灣省
| 候選人   | 政黨       | 得票數   | 得票率  | 當選標記 |         |
| -------- | ---------- | -------- | ------- | -------- | ------- |
| 李存敬   | 中國國民黨 | 12       | 16.90%  |          |         |
| 黃尊秋   | 中國國民黨 | 11       | 15.49%  |          |         |
| 林亮雲   | 中國國民黨 | 11       | 15.49%  |          |         |
| 沈榮     | 中國國民黨 | 11       | 15.49%  |          |         |
| 莊君地   | 中國國民黨 | 10       | 14.08%  |          |         |
| 黃光平   | 中國國民黨 | 10       | 14.08%  |          |         |
| 林蔡素女 | 中國國民黨 | 5        | 7.04%   |          |         |
| 陳少廷   | 無黨籍     | 1        | 1.41%   |          |         |
| 吳宗德   | 無黨籍     | 0        | 0.00%   |          |         |
| 翁廷允   | 無黨籍     | 0        | 0.00%   |          |         |
| 廖陳名琴 | 無黨籍     | 0        | 0.00%   |          |         |
| 許文生   | 無黨籍     | 0        | 0.00%   |          |         |
| 蔡中茂   | 無黨籍     | 0        | 0.00%   |          |         |
| 段盛振   | 無黨籍     | 0        | 0.00%   |          |         |
| 吳文蔚   | 無黨籍     | 0        | 0.00%   |          |         |
| 郭雨新   | 無黨籍     | 0        | 0.00%   |          |         |
| 洪啟忠   | 無黨籍     | 0        | 0.00%   |          |         |
| 莊陳對   | 無黨籍     | 0        | 0.00%   |          |         |
| 選舉人數 | 選舉人數   | 選舉人數 | 73      | 73       | 73      |
| 投票數   | 投票數     | 投票數   | 73      | 73       | 73      |
| 有效票   | 有效票     | 有效票   | 71      | 71       | 71      |
| 無效票   | 無效票     | 無效票   | 2       | 2        | 2       |
| 投票率   | 投票率     | 投票率   | 100.00% | 100.00%  | 100.00% |

## 僑選監委遴選名單
- 第一區（東北亞地區）：李恆連（ 中國國民黨）
- 第二區（港澳地區）：黃耀錦（ 中國國民黨）
- 第三區（亞洲其他地區）：陳烈甫（ 中國國民黨）
- 第四區（北美洲及中南美洲）：甄庸甫（ 中國國民黨）
- 第五區（歐洲、非洲、大洋洲）：陳作睦（無黨籍）

## 後續
是次監察委員選舉有著名的黨外人士郭雨新參選，而政論界頗有名氣的陳少廷亦有參選。國民黨被指恐嚇非國民黨籍的省議員和監委候選人，阻止出現黨外監委當選的情況。郭雨新為求避免讓黨外的省議員同仁受困擾，因此決定採取「零票落選」的策略以示抗議。最終，郭雨新以零票落敗，而陳少廷亦只獲一票落選。